# 大星型十二面体
大星型十二面体（だいほしがたじゅうにめんたい、Great stellated dodecahedron）とは、星型正多面体の一種で、正十二面体の最後の星型であり、星型の胞を利用したアルファベット表記ではDである。また十二・十二面体の最後の星型でもある。

## 派生的な立体
| 大星型切頂十二面体 t{5/3, 3} | 大二十・十二面体 r{5/2, 3} |